# 彼女の肌が忘れない
『彼女の肌が忘れない』は、原作：村生ミオ、作画：後藤圭介による日本の青年漫画。 週刊漫画TIMES 2016年4月8日号から12月30日号まで連載された。全36話。

## あらすじ
1巻
会社員の幸太は交通事故を起こしてしまい、被害者の女性が記憶を失ってしまう。
幸太は、被害者の女性・マリアの記憶が戻るまで二人で一緒に過ごすこととなる。
2巻
幸太と結ばれたマリアはある日、記憶の一部を取り戻す。
3巻
マリアが記憶を失う前に恋人同士だった本城の登場により、幸太との関係は三角関係になってしまう。
そんな中、幸太はマリアの過去を探るべく、ある高級クラブに潜入する。
4巻
マリアは記憶を取り戻すために、女友達に会いに行った。一方、幸太はかつて自分を捨てた恋人と再会していた。

## 書誌情報
- 原作：村生ミオ、作画：後藤圭介 『彼女の肌が忘れない』 芳文社（芳文社コミックス）、全4巻[3]
  1. 2016年8月16日発売、ISBN 978-4-8322-3515-1
  2. 2016年9月16日発売、ISBN 978-4-8322-3520-5
  3. 2017年2月16日発売、ISBN 978-4-8322-3535-9
  4. 2017年6月16日発売、ISBN 978-4-8322-3554-0